# Holland, Indiana
Holland är en kommun (town) i Dubois County i Indiana. Orten grundades av tyska invandrare och fick sitt namn efter Holland. Vid 2010 års folkräkning hade Holland 626 invånare.